# Техаські рейнджери (фільм, 1951)
Техаські рейнджери (англ. The Texas Rangers) — американський вестерн режисера Філа Карлсона 1951 року.

## Сюжет
Злочинець Сем Басс тероризує Техас. Джонна Карвера і Буфа Сміта звільняють з в'язниці, щоб допомогти зловити його.

## У ролях
- Джордж Монтгомері — Джонн Карвер
- Гейл Сторм — Гелен Фентон
- Джером Куртленд — Денні Карвер
- Ной Бірі молодший — Буф Сміт
- Вільям Бішоп — Сем Басс
- Джон Літел — майор Джон Б. Джонс
- Дуглас Кеннеді — Дейв Радабау
- Джон Денер — Джон Веслі «Вес» Хардін
- Єн МакДональд — Санденс Кід
- Джон Дусетт — Бутч Кессіді
- Джок Махоні — Дюк Фішер